# Технолошка школа Бања Лука
Технолошка школа Бања Лука једна је од средњих школа у Бањој Луци. Налази се у улици Пиланска бб.

## Историјат
Технолошка школа Бања Лука је основана 1959. године. Неколико пута је мењала назив, а садашњи носи од 1979. Данас наставу похађа око осамсто ученика, а садрже око деведесет запослених. Страни језици који се уче у школи су енглески, њемачки и латински. Настава се одвија у две смене. У склопу ваннаставних активности је организован рад више секција: фотографска, козметичка, фризерска, драмска, графичка, сликарска, вајарска, литерарна и бројне спортске секције. Од образовних профила садрже Хемија, неметали и графичарство – Хемијски и Графички техничар, Култура, умјетност и јавно информисање – Ликовни техничар, Техничар дизајна графике и Техничар дизајна ентеријера и индустријских производа и Остале дјелатности – Козметички техничар, Еколошки техничар и Фризер.